# جو فورتوناتو
جو فورتوناتو هو لاعب هوكي الجليد كندي، ولد في 1955 في باري في إيطاليا.

## وصلات خارجية
- جو فورتوناتو على موقع EliteProspects.com (الإنجليزية)
- جو فورتوناتو على موقع HockeyDB.com (الإنجليزية)